# Kabinett Lübke I
Das Vorläufige Kabinett Lübke bildete vom 25. Juni 1951 bis zum 27. Juli 1951 die Landesregierung von Schleswig-Holstein.
Nach dem Rücktritt von Walter Bartram wurde Friedrich Wilhelm Lübke im dritten Wahlgang mit 29 von 66 Stimmen zum neuen Ministerpräsidenten gewählt. Nach seiner Wahl hat Friedrich Wilhelm Lübke ein Drei-Mann-Kabinett gebildet, das außer ihm noch aus Hermann Andersen und Paul Pagel bestand.
| Amt                                    | Name                                     | Partei | Partei |
| -------------------------------------- | ---------------------------------------- | ------ | ------ |
| Ministerpräsident                      | Friedrich Wilhelm Lübke (1887–1954)      |        | CDU    |
| Stellvertreter des Ministerpräsidenten | Paul Pagel (1894–1955)                   | CDU    |        |
| Inneres                                | Paul Pagel (1894–1955)                   | CDU    |        |
| Finanzen                               | Friedrich Wilhelm Lübke geschäftsführend | CDU    |        |
| Wirtschaft und Verkehr                 | Hermann Andersen (1901–1989)             |        | FDP    |
| Kultus                                 | Paul Pagel geschäftsführend              |        | CDU    |
| Ernährung, Landwirtschaft und Forsten  | Friedrich Wilhelm Lübke geschäftsführend | CDU    |        |
| Justiz                                 | Friedrich Wilhelm Lübke geschäftsführend | CDU    |        |
| Arbeit, Soziales und Vertriebene       | Hermann Andersen geschäftsführend        |        | FDP    |